# Onitis ringenbachi
Onitis ringenbachi là một loài bọ cánh cứng trong họ Bọ hung (Scarabaeidae).